# Miroslav Zei
Miroslav Zei (25 de julio de 1914-2 de noviembre de 2006) fue un biólogo esloveno.

## Biografía
Zei nació en Nabrežina, cerca de Trieste en 1914. Estudió Biología en la Universidad de Liubliana desde 1932 a 1936. Se especializó en el Instituto Oceanográfico de Split desde 1937 a 1941, donde fue asistente hasta 1941 y después investigador científico hasta 1948 cuando fue nombrado profesor en la Universidad de Liubliana. Conferenció hasta 1962 y se unió a un proyecto oceanográfico de la Organización de las Naciones Unidas para la Alimentación y la Agricultura; trabajó en Ghana, Túnez y la costa de África occidental desde Marruecos hasta Zaire hasta 1975. Fue entonces jefe de la estación de Biología Marina en Piran, dirigido por el Instituto Nacional de Biología de la Universidad de Liubliana. Murió en Drniš, Croacia, en 2006.
Escribió numerosos textos científicos, pero también una serie de libros de ciencia popular. Ganó el premio Levstik en dos ocasiones: 1952 por su libro Iz ribjega sveta y 1957 por Iz življenja sesalcev.